# Liberali delle Åland
I Liberali delle Åland (in svedese: Liberalerna på Åland) sono un partito politico delle Isole Åland di orientamento liberale e centrista.
Guidato da Katrin Sjögren, da parte dell'Alleanza dei Democratici e dei Liberali per l'Europa.

## Risultati elettorali

### Parlamento di Åland
| Elezione          | Voti  | %    | Seggi   |
| ----------------- | ----- | ---- | ------- |
| Parlamentari 1979 | 2.763 | 29,6 | 9 / 30  |
| Parlamentari 1983 | 3.005 | 28,9 | 9 / 30  |
| Parlamentari 1987 | 2.530 | 23,7 | 8 / 30  |
| Parlamentari 1991 | 2.462 | 22,9 | 7 / 30  |
| Parlamentari 1995 | 2.981 | 26,6 | 8 / 30  |
| Parlamentari 1999 | 3.463 | 28,7 | 9 / 30  |
| Parlamentari 2003 | 2.970 | 24,1 | 7 / 30  |
| Parlamentari 2007 | 4.176 | 32,6 | 10 / 30 |
| Parlamentari 2011 | 2.630 | 19,7 | 6 / 30  |
| Parlamentari 2015 | 3.212 | 23,3 | 7 / 30  |
| Parlamentari 2019 | 2.803 | 19,7 | 6 / 30  |